# Muzeum Starego Arsenału w Solurze
Muzeum Starego Arsenału (niem. Museum Altes Zeughaus) – muzeum z największym zbiorem zbroi i oręża w Szwajcarii, urządzone w budynku dawnej zbrojowni w Solurze, w kantonie Solura, nad rzeką Aare.

## Historia
Barokowy budynek dzisiejszego muzeum został zbudowany w latach 1609–1614 jako zbrojownia kantonu Solura. Na początku XX wieku władze Solury uruchomiły kilka nowych zbrojowni, w wyniku czego zbrojownię w Solurze w 1907 roku przekształcono w muzeum. Budynek został gruntownie odnowiony w latach 2014–2016, a cała wystawa została przeprojektowana.

## Zbiory
Prezentowane uzbrojenie przedstawia przekrój armii Solury i Szwajcarii oraz historię wojen od średniowiecza do drugiej wojny światowej. Przedstawiono również kontekst historyczno-polityczny, w jakim eksponaty odegrały rolę, przykładowo w bitwie pod Dornach w wojnie szwabskiej w 1499 roku.

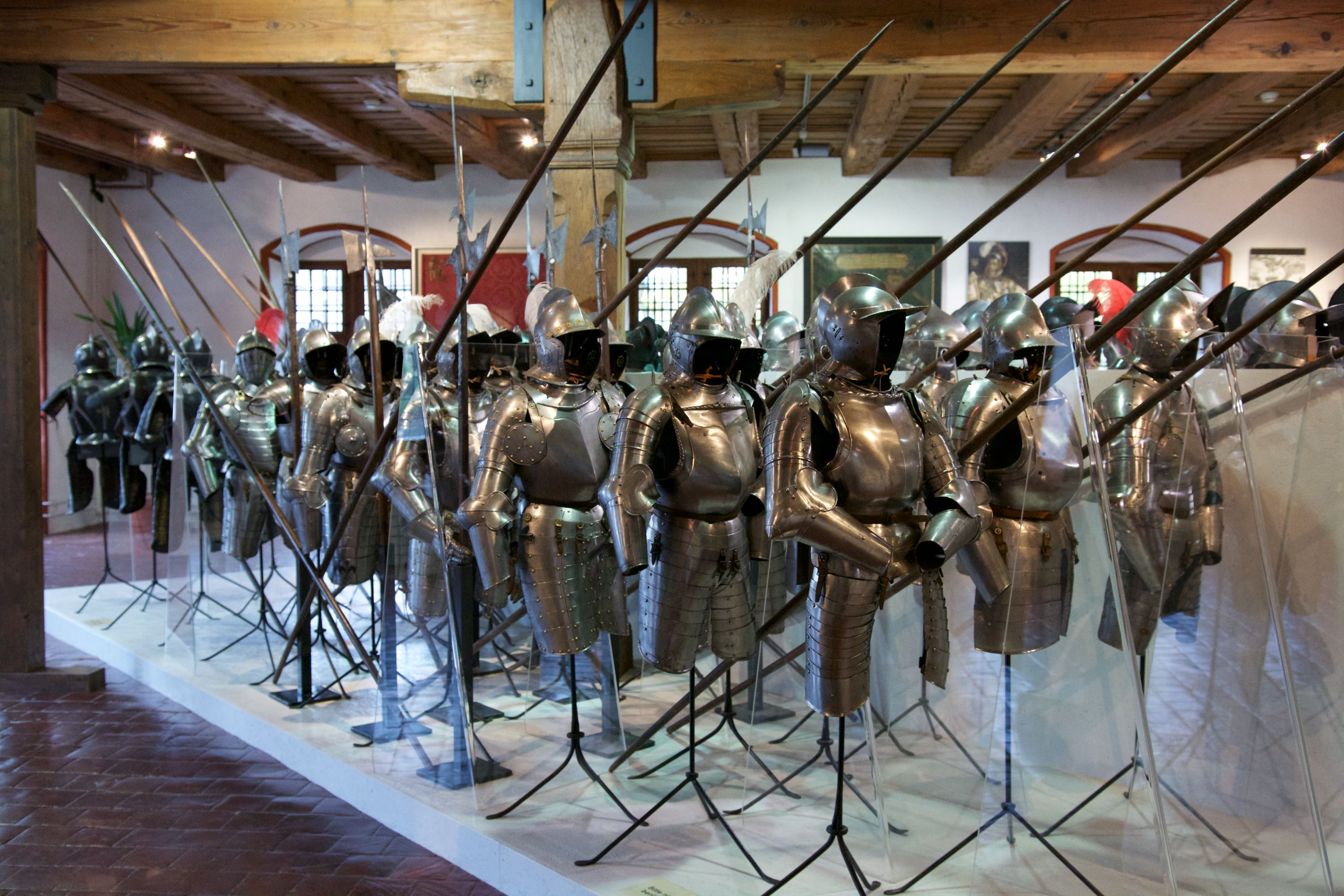
Wystawa zbroi
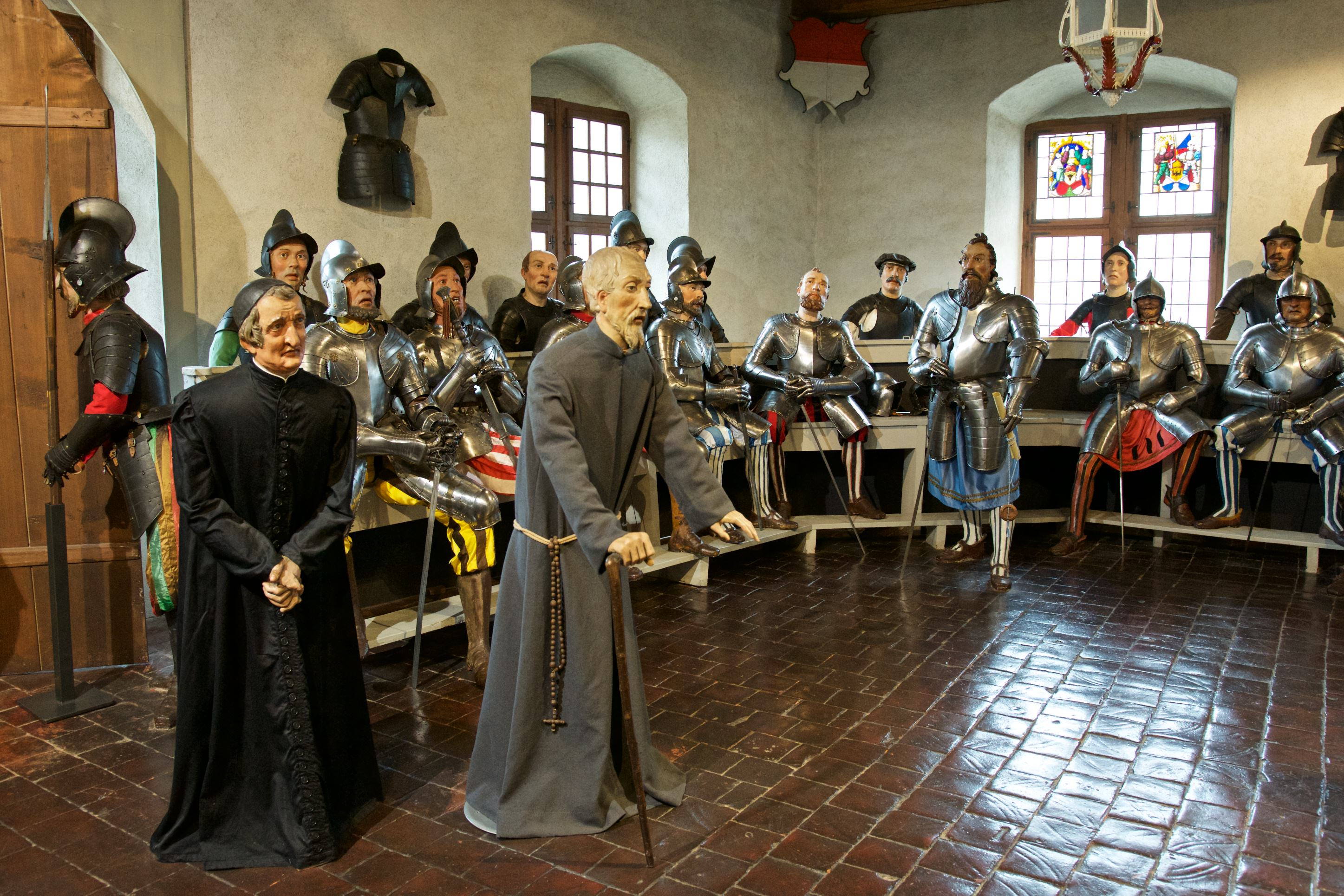
Inscenizacja z figurami woskowymi
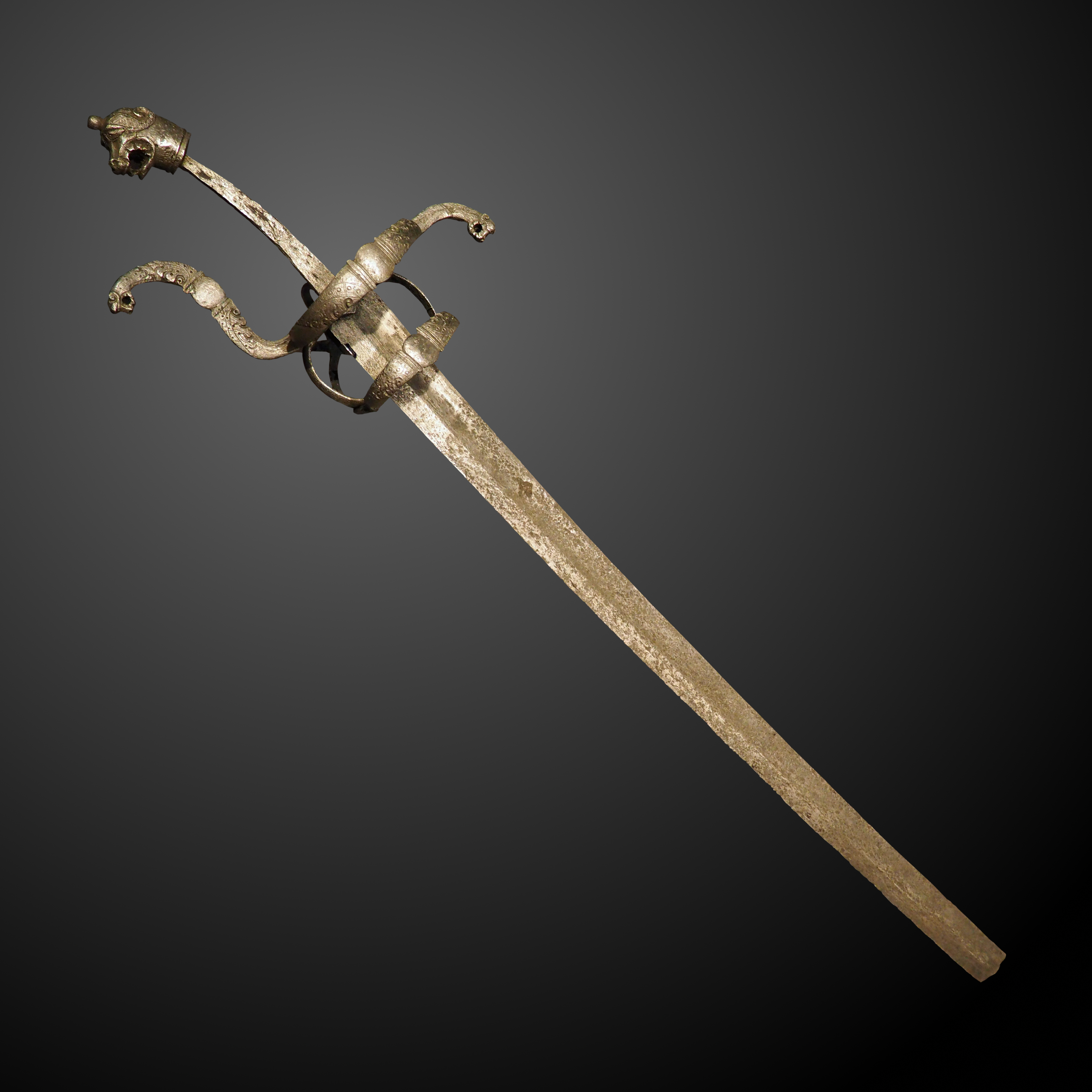
Szabla szwajcarska
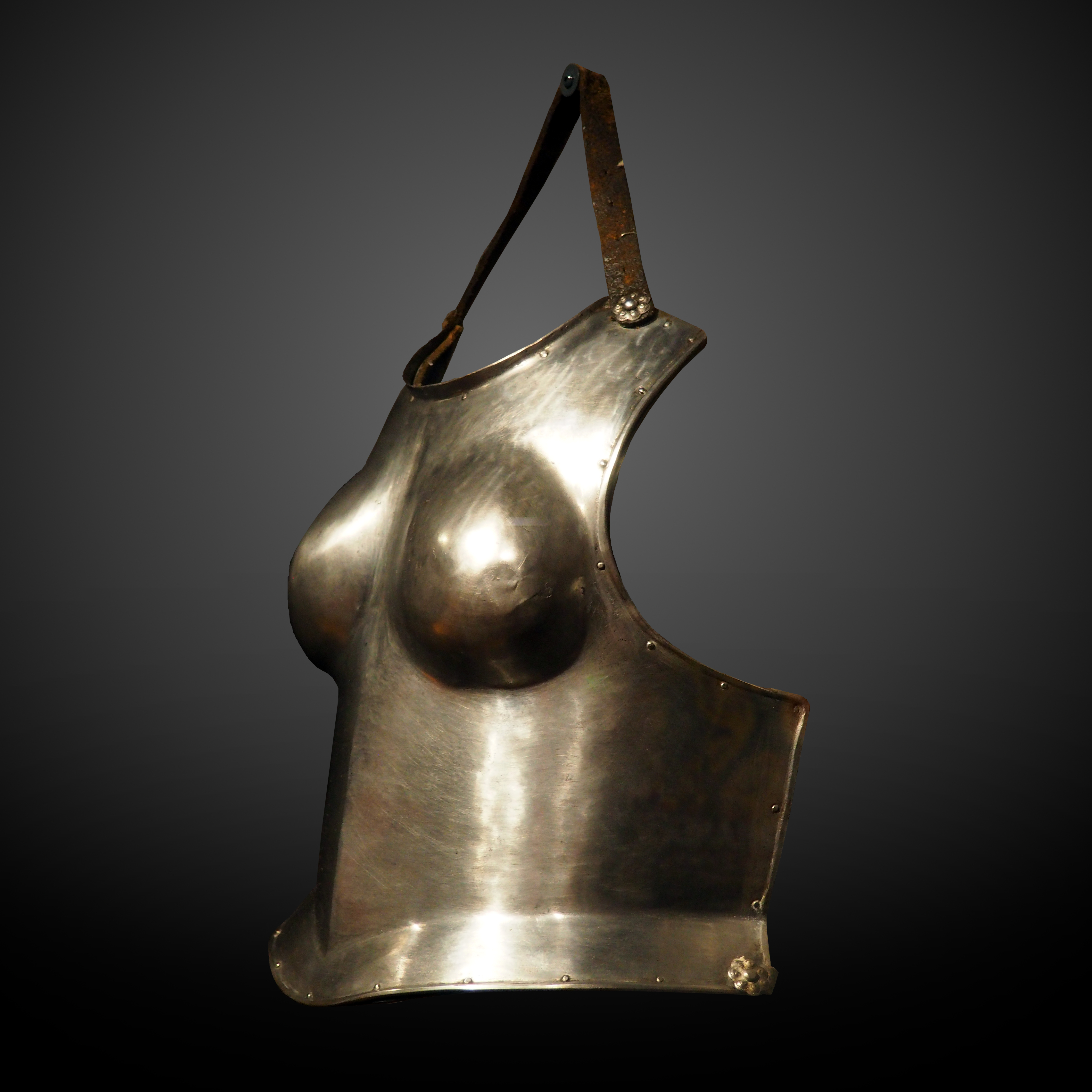
Kobieca zbroja
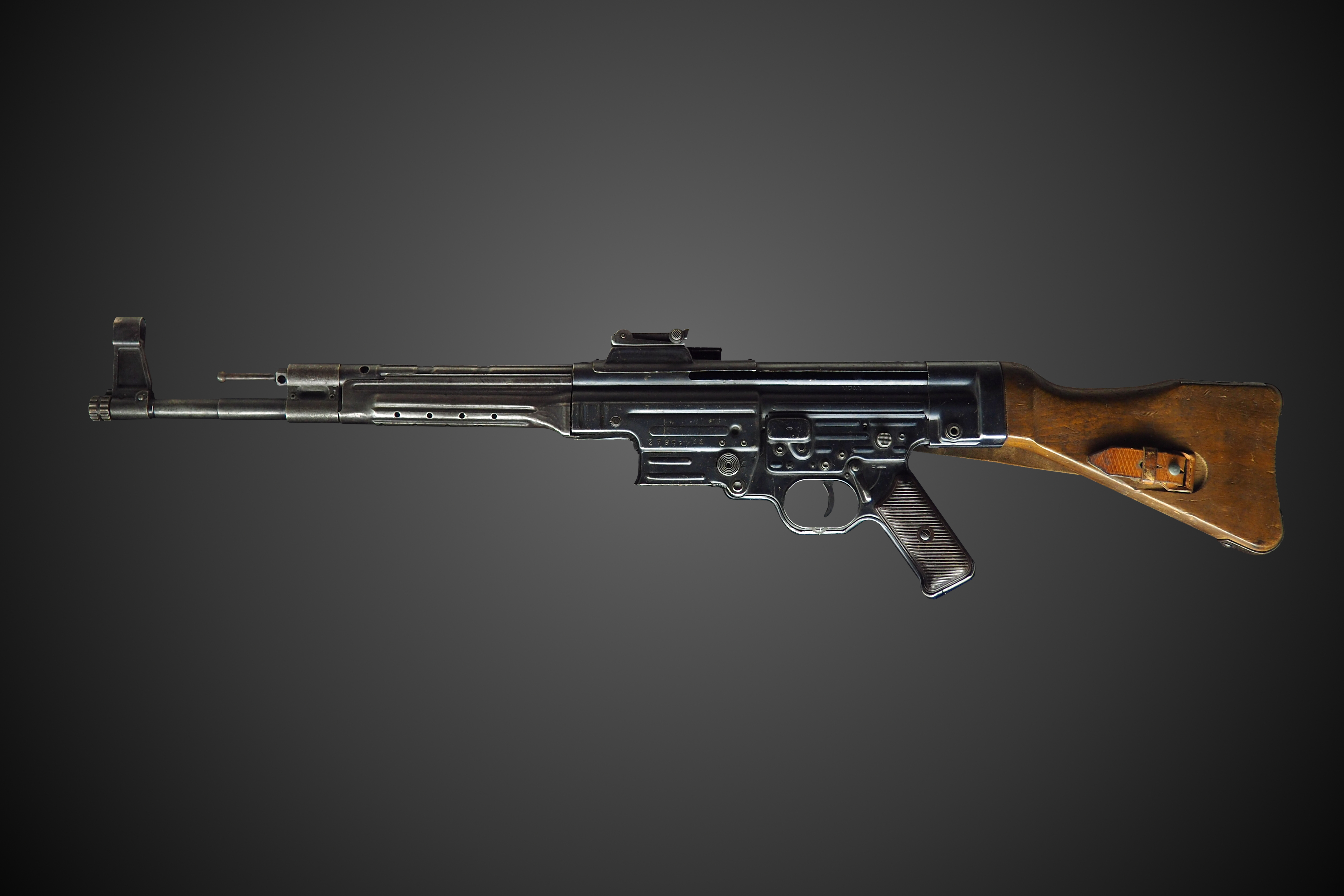
Karabinek automatyczny z czasów II wojny światowej